# Greenwich Millennium Village
Le Greenwich Millenium Village est un nouveau quartier d'habitation du sud-est de Londres. Ce quartier est une des toutes premières réalisation du programme Millennium Communities qui vise la construction de sept nouveaux quartiers d'habitation dans plusieurs villes du Royaume-Uni. Le programme Millenium Communities se donne pour objectifs de construire des quartiers qui seront des modèles en ce qui concerne :
- l'innovations technologiques en matière de construction
- l'autosuffisance sociale et économique
- la qualité dans la conception architecturale
- la conformité aux principes du développement durable

Le Greenwich Millenium Village a été conçu par l'architecte suédois Ralph Erskine sur un ancien site industriel désaffecté, non loin du Dôme du millénaire. Plus qu'un quartier, il est pratiquement conçu comme un village autonome qui pourra à terme satisfaire la plupart des besoins de ses habitants. Situé près de la station de métro North Greenwich, ce quartier n'est qu'à 25 minutes du centre-ville de Londres, ce qui permettra de faire face à la demande croissante de nouvelles habitations dans la capitale.
Au début de l'année 2007, le quartier/village comptait 867 résidences de conception ergonomique. Ce nombre va croitre jusqu'à plus de 900 logements d'ici la fin de l'année 2007. Le projet final prévoit 1 377 habitations et ne sera achevé probablement que vers 2015. Le quartier/village comptera alors des écoles, un centre de santé, des bureaux et des centres commerciaux.